# Armée de libération nationale (Macédoine)
Pour les articles homonymes, voir UÇK et Armée de libération nationale.
Ne doit pas être confondu avec Armée populaire de libération de Macédoine.
 (juillet 2024).
Si vous disposez d'ouvrages ou d'articles de référence ou si vous connaissez des sites web de qualité traitant du thème abordé ici, merci de compléter l'article en donnant les références utiles à sa vérifiabilité et en les liant à la section « Notes et références ».
L'Armée de libération nationale, abrégé en UÇK-M (en albanais : Ushtria Çlirimtare Kombëtare - UÇK ; en macédonien : Ослободителна народна армија - ОНА), est une organisation de guérilla active en Macédoine (aujourd'hui Macédoine du Nord) lors du conflit de 2001, qui a opposé des rebelles albanais et les autorités macédoniennes. L'UÇK-M est une résurgence de l'Armée de libération du Kosovo, active pendant la guerre contre les Serbes en 1999 et interdite dans ce pays[Lequel ?] depuis. 
L'UÇK-M a mené pendant environ six mois la guerre face à l'armée et à la police macédoniennes, en prenant le contrôle de villes et de villages du nord du pays, où la minorité albanaise est la plus forte.
Les revendications de cette organisation étaient l'autonomie des Albanais de Macédoine, qui forment une minorité importante du pays, et l'acquisition de nouveaux droits et statuts. Ali Ahmeti, son leader, voulait par exemple que les Albanais soient reconnus comme un peuple constitutif de ce pays, au même titre que les Macédoniens.